# Johannes Orth (Jurist)
Johannes Orth (* 28. Dezember 1902 in Beuel; † nach 1967) war ein deutscher Verwaltungsjurist und Ministerialbeamter. Der promovierte Jurist war im Amt eines Ministerialdirektors Leiter der Abteilung für Organisationsfragen, Verfassungsrecht und Fragen der Gesetzgebung im Bundespostministerium, später Leiter der Zentralabteilung.

## Leben
Nach dem Besuch der höheren Schule in Bonn studierte Orth an der Universität Bonn sowie in Cincinnati Rechts- und Staatswissenschaften. 1930 absolvierte er die Große Staatsprüfung und begann im Jahr darauf als Postassesor bei der Reichspostdirektion Köln seine Tätigkeit im höheren Postdienst. Danach arbeitete er in Chemnitz, Minden und Hamburg, bevor er 1944 nach Köln zurückkehrte. 1950 wurde er Kabinettsreferent im Bundespostministerium (BPM) und 1954 persönlicher Referent von Bundespostminister Siegfried Balke. 1955 übernahm Orth die Leitung der Zentralabteilung des BPM. 1960 wurde er von Richard Stücklen zum Leiter der Postakademie in Kleinheubach ernannt, womit er die Nachfolge von Heinrich Hartmann antrat. Dieses Amt hatte er bis 1967 inne. Zum 31. Dezember 1967 trat er in den Ruhestand.

## Ehrungen
- 1968: Großes Verdienstkreuz mit Stern der Bundesrepublik Deutschland